# Pod TV
Pod TVとは、Pod TV株式会社（東京都港区、代表取締役　内田勉）が運営する、iPod向けPodcastテレビ局である。PCからも閲覧可能である。
2005年12月16日設立。

## レギュラー番組
- 朝トレ
- シネマベイビー
- PJ Pod TV
- Pod Commons
- 日どう
- Pod TV GAME ch
- 女子大生番組バトル
- 告っチャオ！
- アイドルグラビアch
- ロハスな匠島
- 愛のモルヒネ
- お台場JUKEBOX
- PodTVゲームch
- HOUSE FRIGGER
- 全国ご当地キャラニュース

## 公式サイト
- Pod_TV.jp